# Néa Kíos
Néa Kíos (grec moderne : Νέα Κίος), ou Nouvelle-Cius  en français, est un village grec du Péloponnèse, en Argolide. Depuis 2011, c’est un district municipal du dème d’Argos-Mycènes.